# Leap Day
"Leap Day" é o nono episódio da sexta temporada da série de televisão de comédia de situação norte-americana 30 Rock, e o 112.º da série em geral. Teve o seu enredo escrito pelo produtor supervisor Luke Del Tredici, e foi realizado pelo actor Steve Buscemi, que foi convidado pessoalmente por Tina Fey, produtora executiva e criadora do seriado. A sua transmissão original nos Estados Unidos ocorreu na noite de 23 de Fevereiro de 2012 através da rede de televisão National Broadcasting Company (NBC). Dentre os artistas convidados para o episódio, estão inclusos James Marsden, Hannibal Buress, Andie MacDowell, Jim Carrey, Adriane Lenox, Steve Little, John Cullum, Nicol Paon, Dylan Clark Marshall, e Devin Dunne Cannon. A modelo e actriz checa Karolína Kurková fez uma participação a interpretar uma versão fictícia de si mesma. 
No episódio ocorre a celebração do dia bissexto. Jack Donaghy (interpretado por Alec Baldwin) apercebe-se que o dia é mais do que apenas uma oportunidade a mais para fazer negócios. Entretanto, Liz Lemon (Fey) reencontra um antigo amigo do ensino secundário (Little) e, embora inicialmente relutante, decide aproveitar o feriado para fazer algo fora do ordinário. Não obstante, Tracy Jordan (Tracy Morgan) descobre um vale de comida no valor de cinquenta mil dólares do restaurante de comida japonesa Benihana que expira a 1 de Março e pede aos argumentistas do The Girlie Show with Tracy Jordan (TGS) para o ajudarem a gastá-lo.
"Leap Day" foi concebido após a equipa de argumentistas de 30 Rock ter notado que perderam a oportunidade de fazer um episódio sobre o Natal e Ano Novo devido à gravidez de Tina Fey, produtora executiva e actriz principal, que fez com que a sexta temporada fosse transmitida apenas a partir de Janeiro de 2012. A ideia para o filme fictício Leap Dave Williams veio do guionista Ron Weiner e, após isso, a equipa convidou Carrey e MacDowell a gravarem cenas para o mesmo. As cenas do primeiro foram filmadas em Fevereiro de em um único dia por problemas de disponibilidade do actor. O enredo que envolve Tracy Jordan foi inspirado pelo seu intérprete Tracy Morgan, um amante e freguês do Benihana. As cenas situadas no restaurante foram gravadas em um restaurante real da franquia.
Em geral, embora não universalmente, "Leap Day" foi recebido com opiniões positivas pelos membros da crítica especialista em televisão do horário nobre. A maior parte dos elogios foram dirigidos a Leap Dave Williams, aclamado universalmente, assim como a participação de Carrey e MacDowell. Todavia, os sub-enredos foram criticados por falta de criatividade, assim como a celebração do dia bissexto. De acordo com os dados publicados pelo sistema de mediação de audiências Nielsen Ratings, o episódio foi assistido por uma média de 3,71 milhões de telespectadores norte-americanos, e foi-lhe atribuída a classificação de 1,5 e quatro de share no perfil demográfico dos telespectadores entre os 18 aos 49 anos de idade. Pelo seu trabalho no episódio, a editora Meg Reticker recebeu uma nomeação na categoria "Melhor Edição de Imagem Para Série de Comédia de Câmara Única" na 64.ª cerimónia anual dos prémios Primetime Emmy.

## Produção e desenvolvimento

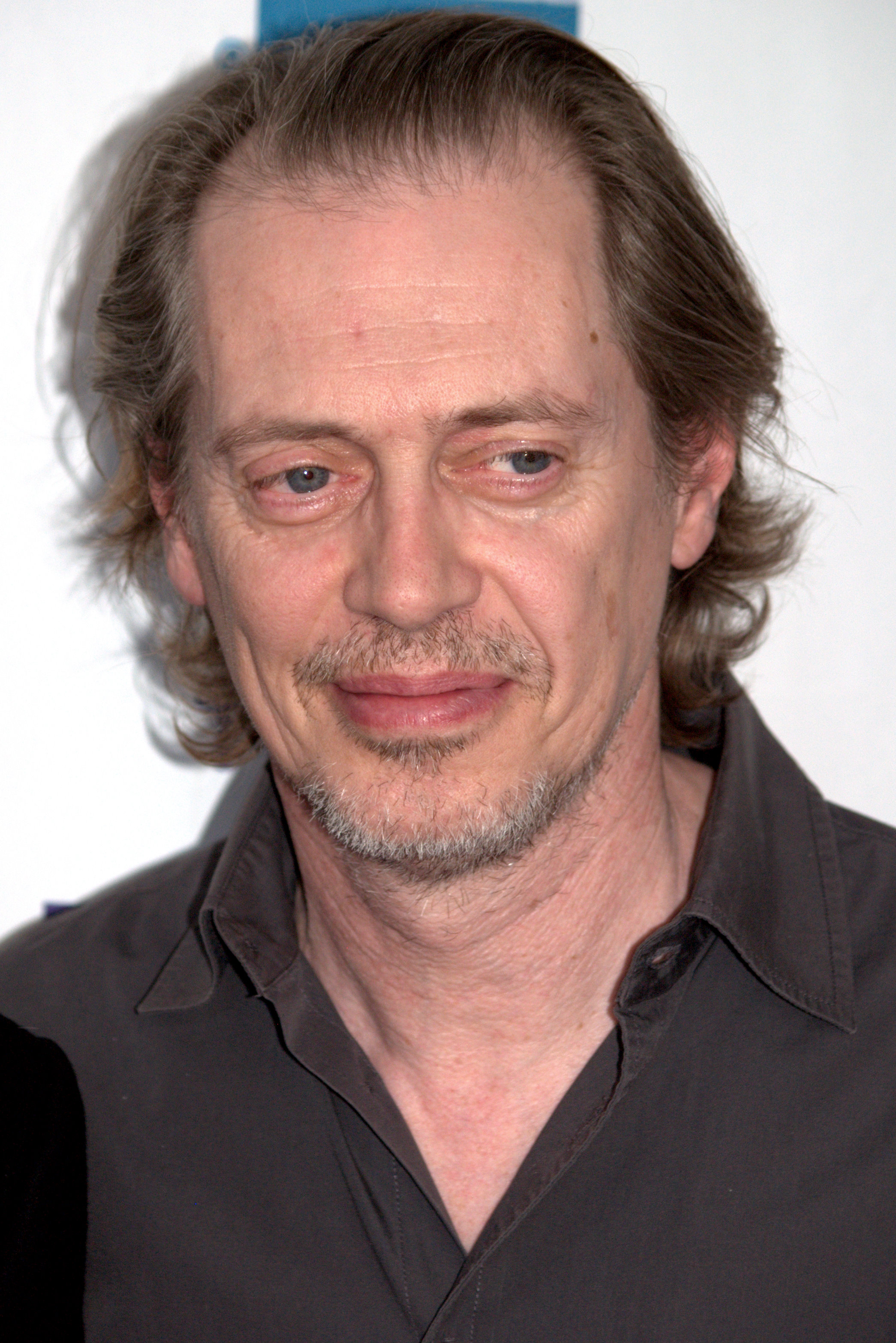
O actor Steve Buscemi foi convidado por Tina Fey para realizar "Leap Day".

"Leap Day" é o nono episódio da sexta temporada de 30 Rock. O seu enredo foi escrito pelo produtor supervisor Luke Del Tredici e foi realizado pelo actor Steve Buscemi. Este foi o primeiro crédito de argumento por Del Tredici, que viria mais tarde a trabalhar nos episódios "Queen of Jordan 2: The Mystery of the Phantom Pooper" ainda nesta temporada, e "Aunt Phatso vs. Jack Donaghy" da sétima temporada. Por sua vez, marcou a segunda e última vez que Buscemi realizava um episódio de 30 Rock, com "Retreat to Move Forward", da terceira temporada, sendo o seu crédito anterior. Buscemi, que já havia anteriormente participado em vários episódios de 30 Rock a interpretar o detective privado Lenny Wosniak, foi pessoalmente convidado por Tina Fey, criadora e produtora executiva do seriado, a realizar "Leap Day".
Em Outubro de 2011, foi anunciado que o actor James Marsden iria fazer uma participação em seis episódios da sexta temporada de 30 Rock. Em "Leap Day", ele repetiu o seu desempenho como Criss Chros, namorado de Liz. Quando entrevistado pelo jornal Los Angeles Times, Marsden declarou que "gostaria de interpretar uma personagem divertida." "Leap Day" marcou ainda a oitava participação do comediante Hannibal Buress em 30 Rock, sendo "The Tuxedo Begins" a sua aparição anterior, a interpretar um homem sem-abrigo homónimo que aparece em cena em momentos inconvenientes às personagens principais. Além de actor, Buress trabalhou também como argumentista para o seriado ao longo das quinta e sexta temporadas, porém, despediu-se após apenas seis meses de trabalho. Esta foi também a quarta e última participação de Adriane Lenox como Sherry, a ama jamaicana de Liddy Donaghy. A modelo e actriz checa Karolína Kurková também fez uma participação a interpretar uma versão fictícia de si mesma.

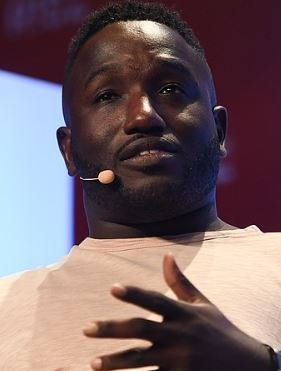
"Leap Day" marcou a oitava participação do comediante Hannibal Buress em 30 Rock.

Em meados de Abril de 2011, pouco tempo após o anúncio de renovação de 30 Rock para uma sexta temporada, Fey revelou a sua segunda gravidez no programa de televisão The Oprah Winfrey Show. Fey, que além de actriz principal é ainda a argumentista-chefe do seriado, expressou não desejar que a sua situação maternal afectasse o enredo da série, então, para tal, a NBC decidiu adiar a estreia da temporada para o ano seguinte. Consequentemente "Leap Day" foi um dos episódios da temporada que teve o seu enredo alterado devido à gravidez da actriz. Por terem perdido a oportunidade de conceber enredos que revolvessem em torno do Natal ou do Ano Novo, como de costume em 30 Rock, a equipa de argumentistas eventualmente votou para que fosse então escrito um episódio sobre o dia 29 de Fevereiro. "Estávamos a lamentar não ter um episódio sobre o Natal, e alguém notou que um dos nossos episódios seria transmitido a 29 de Fevereiro. Pensámos que seria divertido fazer um episódio sobre o dia bissexto. Honestamente, não foi uma ideia tão original. Eu acho que três outros programas, como Modern Family, também tiveram episódios sobre o ano bissexto naquele ano," afirmou o argumentista Del Tredici.
A ideia para o filme fictício Leap Dave Williams veio do guionista Ron Weiner, inspirado por outros filmes festivos como New Year's Eve (2011). Juntamente com os outros guionistas, chegaram a escrever cerca de três actos para o mesmo. Inicialmente, a equipa pensou em convidar os actores Ray Romano e Rene Russo para estrelarem o filme, todavia, acabaram por optar pelos actores de cinema Jim Carrey e Andie MacDowell, que aceitaram os convites de imediato. Contudo, embora muito excitado por desempenhar o papel de Dave Williams, Carrey se encontrava com problemas de disponibilidade, encontrando-se disponível para participar nas filmagens apenas aproximadamente um mês depois das gravações para o episódio terem terminado, fazendo todas as suas cenas em apenas um dia (7 de Fevereiro), o que culminou com que as suas cenas fossem editadas com técnicas de fundo verde. Segundo Del Tredici, Carrey contribuiu com suas próprias ideias para o episódio, inclusive a cena na qual rasga as suas roupas enquanto corre na rua, porém, nem todas puderam ser colocadas em prática devido às limitações do tempo, tais como uma que incluía uma visita ao Empire State Building. Outra dificuldade que os guionistas enfrentaram foi como iriam explicar ao telespectador um feriado que jamais havia sido celebrado em 30 Rock. Uma sequela para o filme, intitulada Leap Baby, foi revelada próximo ao fim do episódio.

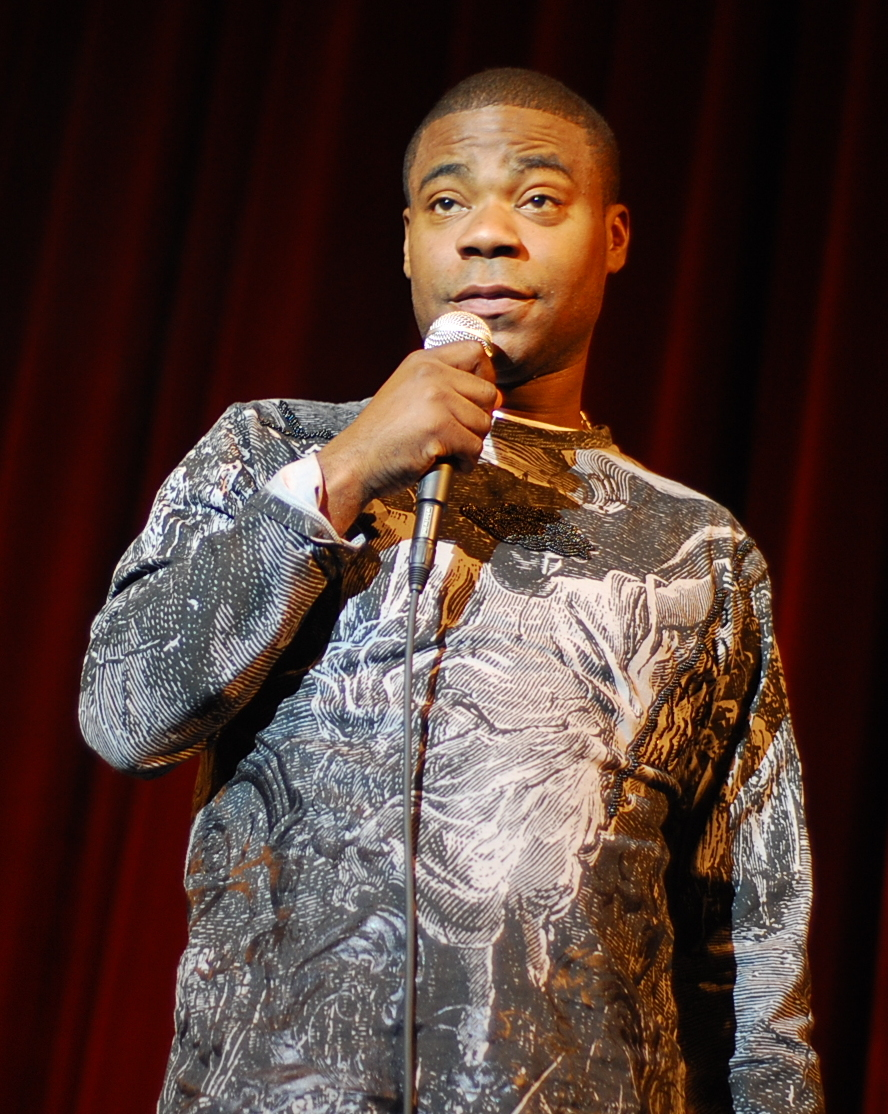
O enredo que envolve a personagem de Tracy Morgan, baseado na sua paixão pela cadeia de restaurantes Benihana, foi originalmente idealizado várias temporadas anteriores à sexta.

"Desde o início sempre houve uma figura representativa do Pai Natal, William, a mascote associada ao dia bissexto. Mas, quando você pensa nisso, especialmente com o Pai Natal, há estes tons estranhamente sinistros sobre este homem que vem à sua casa de noite. Então, enquanto inventávamos o nosso feriado fictício, queríamos ter algo obscuro e sinistro no núcleo de Leap Day William, e gostamos da ideia dele ser [proveniente] da Fossa das Marianas e que ele comia lágrimas de crianças [as quais estava disposto a trocar por rebuçados]. Que, coincidentemente, agora parece ser a premissa do seriado The Outsider da HBO. Também notei que existia um filme [estrelado] da Kristen Stewart intitulado Underwater e é sobre cavar a Fossa das Marianas e descobrir monstros que sobem à superfície para devorar crianças. Foi basicamente a origem de Leap Day William."
— O argumentista Luke Del Tredici em entrevista para o portal Vulture da New York Magazine em 2020.
O sub-enredo envolvendo a personagem Tracy Jordan foi originalmente idealizado várias temporadas anteriores à sexta. As cenas que usaram como locação um dos restaurantes da cadeia de comida japonesa Benihana foram filmadas em um restaurante Benihana verdadeiro, localizado no centro da Cidade de Nova Iorque. Tracy Morgan, intérprete da personagem, é um amante da comida da cadeia e tem uma mesa grelhadora hibachi na sua casa. Sobre a sua experiência enquanto concebia o episódio com Morgan, Del Tredici elaborou: "Tivemos os chefs verdadeiros como figurantes e para que cozinhassem, e Tracy conhecia-os todos. Eles amam Tracy. Quando entrámos para gravar aquelas cenas, ele estava tipo o presidente da câmara municipal de Benihana. É uma das minhas memórias favoritas sobre trabalhar em Hollywood. Uma conversa tão interessante e grandiosa em um ambiente tão estranho e específico."
O actor e comediante Judah Friedlander, intérprete da personagem Frank Rossitano em 30 Rock, é conhecido pelos seus bonés de camioneiro de marca registada que usa dentro e fora da personagem Frank. Os chapéus normalmente apresentam palavras ou frases curtas estampadas neles. Friedlander afirmou que ele próprio é quem faz os acessórios. Revelou também que "alguns deles são brincadeiras íntimas, e alguns são simplesmente piadas." A ideia veio do persona de Friedlander nas suas apresentações de comédia stand-up, nas quais os objectos de adorno estão todos estampados com a escrita "campeão mundial" em línguas e aparências diferentes. Em "Leap Day", Frank usa um boné que lê "Thick".

## Enredo
É dia bissexto, e os cidadãos da Cidade de Nova Iorque celebram euforicamente vestindo azul e amarelo enquanto o filme Leap Dave Williams é transmitido ao longo do dia pela USA Network. No escritório do TGS, o elenco e equipa também celebram; o estagiário Kenneth Parcell (Jack McBrayer) fantasia-se de Leap Day William, uma mascote similar ao Pai Natal, e distribui rebuçados a todos. A tradição do dia bissexto é fazer algo fora do ordinário: o produtor Pete Hornberger (Scott Adsit) usou um colar feito à mão com um dente de tubarão, enquanto o argumentista James "Toofer" Spurlock (Keith Powell) ouviu música rap pela primeira vez e descobriu não ser fã.

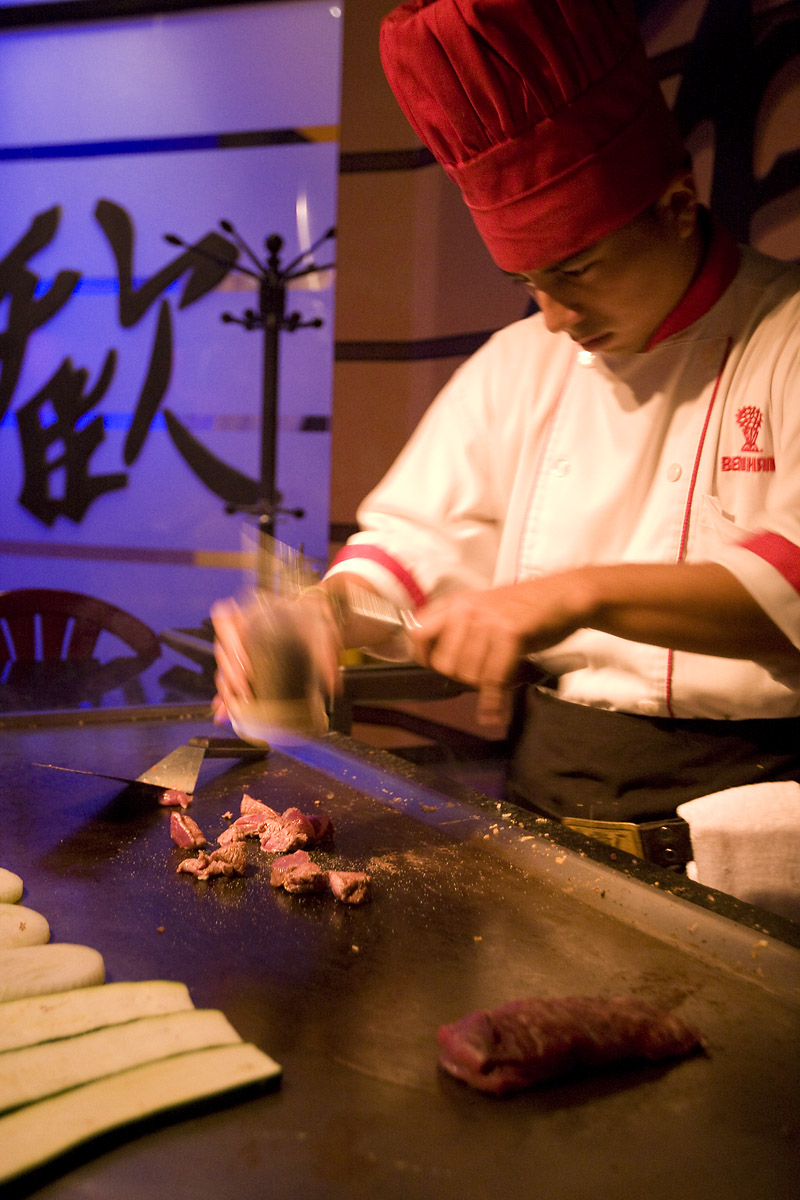
As cenas que usaram como locação um dos restaurantes da cadeia de comida japonesa Benihana foram filmadas em um restaurante Benihana verdadeiro.

Thad Warmald (Steve Little), um "cromo" com quem Liz Lemon (Tina Fey) estudou no tempo de escola secundária, encontra-a na praça Rockfeller e convida-lhe a comparecer à sua festa alusiva ao 29 de Fevereiro, ao que a argumentista inicialmente rejeita. Jenna Maroney (Jane Krakowski), amiga de Liz, mais tarde revela-lhe que Thad é na verdade um bilionário e convence-lhe a ir à sua festa. Liz, nativa de White Haven, Pensilvânia, nunca celebrou o dia bissexto e decide então aproveitar o feriado para fazer algo fora do comum. À sós no apartamento de Thad, que vendeu a Xaro para a KableTown propositadamente para que pudesse se reencontrar com Liz, revela-lhe que sempre teve uma paixoneta por ela e propõe a oferenda de vinte milhões de dólares caso ela tire a sua virgindade, ao que Liz prontamente recusa. Porém, após ser incentivada mais uma vez por Jenna e receber aprovação do seu namorado Criss Chros (James Marsden), reconsidera a proposta. Então, Jenna avisa-lhe a agir rápido de modo a evitar concorrência, ao que Liz imediatamente faz, no entanto, acaba perdendo a oportunidade para modelos e bailarinas mais jovens que chegam ao apartamento de Thad e roubam a sua atenção.
Entretanto, Jack Donaghy (Alec Baldwin), que normalmente aproveita o feriado para fazer negócios e tem uma aposta com os seus antigos colegas de quarto de faculdade para ver quem faz mais dinheiro nesse dia, anuncia que a KableTown vai adquirir a empresa de internet 3D Xaro. Porém, os seus planos vão por água abaixo quando três pessoas vestidas com a letra "k" chicoteiam um homem negro durante a apresentação da sua ideia ao comitê da KableTown. Kenneth, que está no seu primeiro dia de trabalho como assistente de Jack, é forçado por este a ficar no escritório todo o dia para que consigam elaborar um plano de salvação, o que o impede de regressar à sua casa para alimentar a sua ave de estimação Rebecca Birdstein. Contudo, devido a ter ingerido folhas de ruibarbo, Jack começa a sentir-se mal e cochila sobre a sua secretária. Enquanto sonha, acompanhado por Kenneth que assume a personalidade do espírito do dia bissexto, tem uma analepse de um dia bissexto passado na sua infância com a sua mãe (Nicol Paone) e uma prolepse de um dia bissexto futuro, no qual vê a sua filha Liddy (Devin Dunne Cannon) a construir casas para o Habitat for Humanity, o que faz Jack se aperceber que não deve passar tanto tempo no escritório mas sim aproveitar para brincar com a sua filha.
Não obstante, enquanto se livra da mobília do seu camarim, com a ajuda de Grizz Griswold (Grizz Chapman) e Dot Com Slattery (Kevin Brown), pois intenciona transformá-lo em um aquário, Tracy Jordan (Tracy Morgan) descobre um vale de comida do restaurante Benihana no valor de cinquenta mil dólares que expira no dia seguinte. Então, leva a equipa do TGS e os membros da sua comitiva a comerem no restaurante, porém, as coisas não correm muito bem pois juntos conseguiram gastar apenas seis mil dólares. Desanimado e na esperança de provar os benefícios de ser pago em vales de comida, ele sai para um passeio solitário no qual tem uma conversa com o verdadeiro Leap Day William (John Cullum). Mais logo, ao passar por uma rulote de comida para indigentes, decide usar a oportunidade para alimentar a população sem-abrigo da cidade.
O episódio termina com um monólogo do verdadeiro Leap Day William a andar por uma rua da cidade.